# هان پییساک
هان پییساک (به لاتین: Han Pijesak) یک منطقهٔ مسکونی در بوسنی و هرزگوین است که در جمهوری صرب بوسنی واقع شده‌است. هان پییساک ۳۲۲٬۹ کیلومتر مربع مساحت و ۳٬۸۴۴ نفر جمعیت دارد.

## خواهرخوانده
شهر چاچاک خواهرخواندهٔ هان پییساک هست.